# Egon Loy
Pour les articles homonymes, voir Loy.
Egon Loy, né le 14 mai 1931, est un footballeur allemand des années 1950 et 1960.

## Biographie
Egon Loy évolua comme gardien de but en tant qu'amateur au TSV 04 Schwabach, pendant quatre saisons, puis devint professionnel avec le club de l'Eintracht Francfort, avec qui il évolua pendant treize ans. Il remporta une Oberliga Süd en 1959, ainsi qu'un championnat allemand la même année. Il fut finaliste de la Coupe des clubs champions européens en 1960, battu en finale par le grand Real Madrid, encaissant sept buts en finale.

## Clubs
- 1950–1954 :  TSV 04 Schwabach
- 1954–1967 :  Eintracht Francfort

## Palmarès
- Oberliga Sud
  - Champion en 1959
  - Vice-champion en 1961 et en 1962
- Championnat d'Allemagne de football
  - Champion en 1959
- Ligue des champions de l'UEFA
  - Finaliste en 1960
- Coupe d'Allemagne de football
  - Finaliste en 1964